# RM-26
RM-26, geschrieben auch RM26, RM 26 oder RM (26), war die Bezeichnung einer britischen Rotor-Chiffriermaschine aus den späten 1940er-Jahren. Die Abkürzung stand möglicherweise für Rotor Machine 26 letters (deutsch „26-Buchstaben-Rotor-Maschine“).

## Geschichte

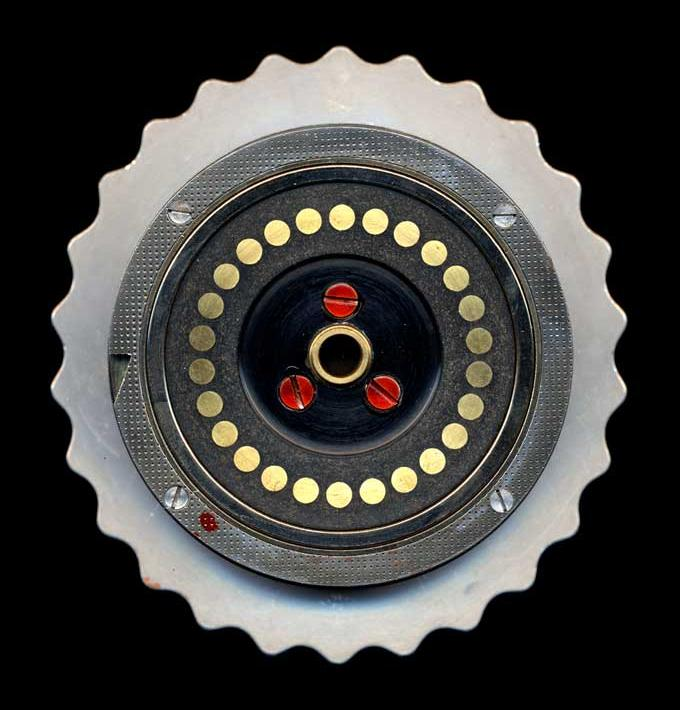
Auch die Rotoren der RM-26 weisen 26 Kontakte auf, ganz ähnlich wie diese Enigma-Walze.

Kurz nach Ende des Zweiten Weltkriegs beschloss das damals für die Koordinierung der Chiffriersysteme zuständige Gremium, das britische Cypher Policy Board (CPB), deutsch „Chiffrier-Richtlinien-Komitee“, eine neue und kryptographisch besonders sichere Chiffriermaschine entwickeln zu lassen. Zweck war einen modernen Ersatz für die im Krieg eingesetzte, und inzwischen als nicht mehr zeitgemäß angesehene Combined Cipher Machine (CCM) zu erhalten und somit einen Nachfolger für die auf britischer Seite verwendete TypeX Mark 23 zu bekommen.
Der englische Mathematiker und Kryptoanalytiker Gordon Welchman (1906–1985), inspiriert und unterstützt durch seinen Landsmann und Kollegen Alan Turing (1912–1954), ersann daraufhin eine Art „britische Enigma“. Dabei handelte es sich um eine Rotor-Maschine, ähnlich der deutschen Enigma-Maschine aus dem Zweiten Weltkrieg, die jedoch aufgrund der deutlich höheren Rotorenanzahl wesentlich komplexer war und folglich auch als deutlich einbruchssicherer angesehen wurde. Statt nur drei oder vier Rotoren enthielt die RM-26 nicht weniger als vierundzwanzig (24) Drums (deutsch wörtlich „Trommeln“), die in drei separaten  „Bänken“ zu jeweils acht Rotoren angeordnet waren. Diese entsprachen den „Walzen“ der deutschen Maschine und hatten ebenso wie diese 26 Kontakte auf jeder Seite (Bild), wobei jedem Kontakt einer der 26 Großbuchstaben des lateinischen Alphabets (A bis Z) zugeordnet war. Jeweils ein Kontakt auf der einen Seite eines Rotors wurde durch einen isolierten Draht im Inneren auf unregelmäßige Weise mit einem Kontakt auf der anderen Seite des Rotors verbunden. Im Gegensatz zur Enigma, bei der die Walzen unterschiedlich verdrahtet waren, weisen alle Rotoren der RM-26 dieselbe (unregelmäßige) Verdrahtung auf. Das Fortschalten der Rotoren wird mithilfe eines Getriebes bewirkt. Dies ermöglicht es, einige Rotoren sogar rückwärts drehen zu lassen.
Die Umsetzung des von Turing und Welchman ersonnenen Konzepts geschah im Jahr 1947 durch den kanadischen Ingenieur Benjamin deForest Bayly (1903–1994), der wenige Jahre zuvor, noch während des Krieges, die amerikanisch-britische One-Time-Pad-Schlüsselmaschine Rockex entwickelt hatte. Bayly konstruierte die RM-26 und ließ mehrere Prototypen herstellen. Mindestens einer überlebte, befindet sich heute im Besitz der Government Communications Headquarters (GCHQ), und wird von Zeit zu Zeit auf Ausstellungen präsentiert, wie beispielsweise auf der Bletchley Park Reunion im Jahr 2009.
Aufgrund der amerikanischen Einschätzung, dass die RM-26 wegen ihrer Größe, des Gewichts, der Vielzahl der Rotoren und der daraus resultierenden Anzahl von 2808 (möglicherweise unzuverlässigen und schwer wartbaren) Kontakten, als nicht feldtauglich angesehen wurde, kam es nie zu einer Serienfertigung.